# Центральний коледж мистецтва та дизайну імені Святого Мартіна
Центральний коледж мистецтва та дизайну імені Святого Мартіна (англ. Central Saint Martins College of Art and Design / CSM) — коледж в Лондоні, Велика Британія, що входить до складу Лондонського університету мистецтв. Заснований 1854 року коледж є одним з найстаріших навчальних закладів із дизайну у світі.

## Структура
До складу Центрального коледжу мистецтва та дизайну імені Святого Мартіна входять чотири школи:
- Школа мистецтв
- Школа моди і текстилю
- Школа графічного та промислового дизайну
- Драматичний центр Лондона

## Видатні випускники
- Александр Макквін - модельєр, дизайнер
- Джон Гальяно - модельєр, дизайнер
- Луціан Фройд - сучасний британський художник
- Джеймс Дайсон - винахідник, дизайнер
- Річард Лонг - художник
- Майк Лі - письменник, режисер театру та кіно
- Джо Райт - кінорежисер
- Антонія Баєтт - письменниця, поетеса
- Пірс Броснан - актор
- Ламбер Вілсон - актор
- Джон Сімм - актор, музикант
- Пол Беттані - актор
- Джон Гарт - актор
- Колін Ферт - актор
- Пі Джей Харві - співачка, музикант
- Джван Йосеф - художник.

## Галерея

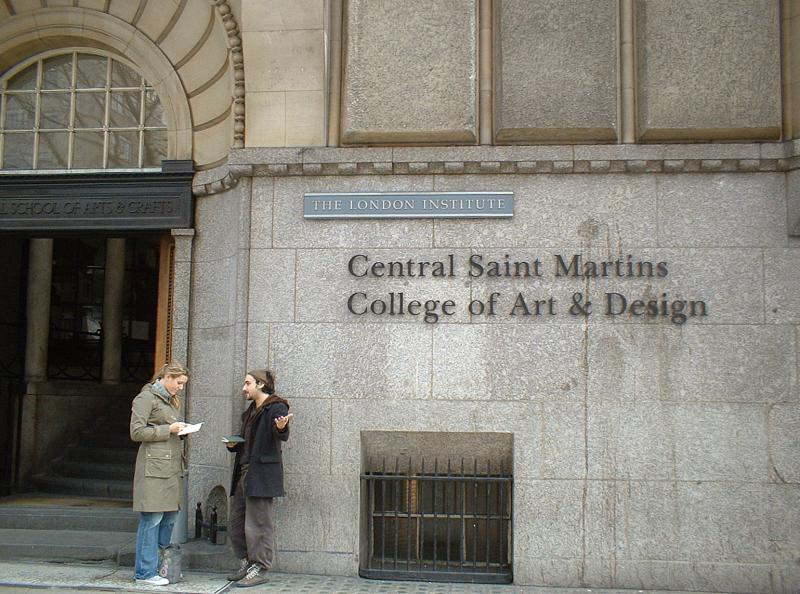
Центральний вхід
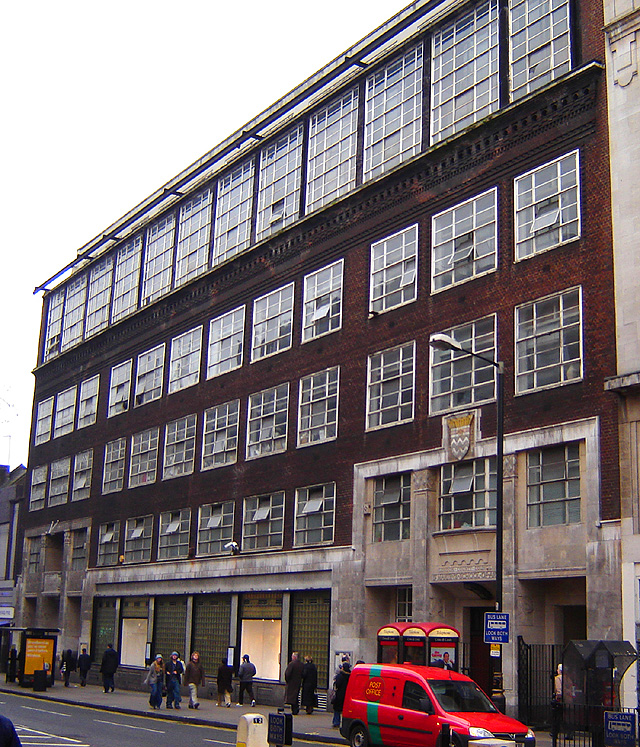
Один з корпусів коледжу на Черінг Крос роуд
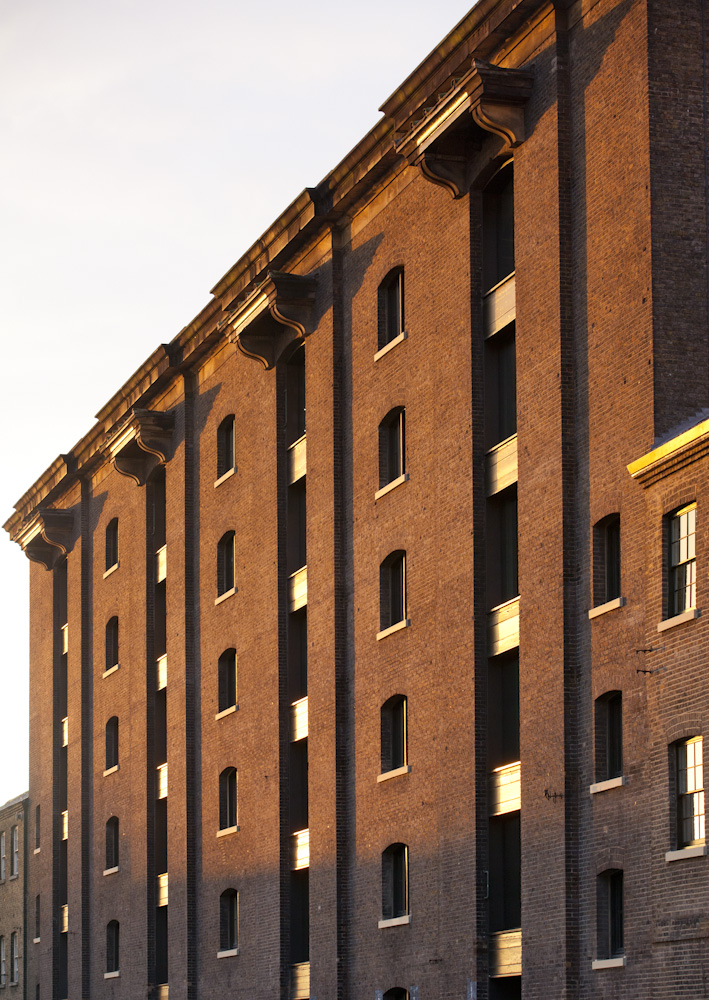
Кампус коледжу